# قائمة الحاصلين على جائزة نوبل في العلوم الاقتصادية

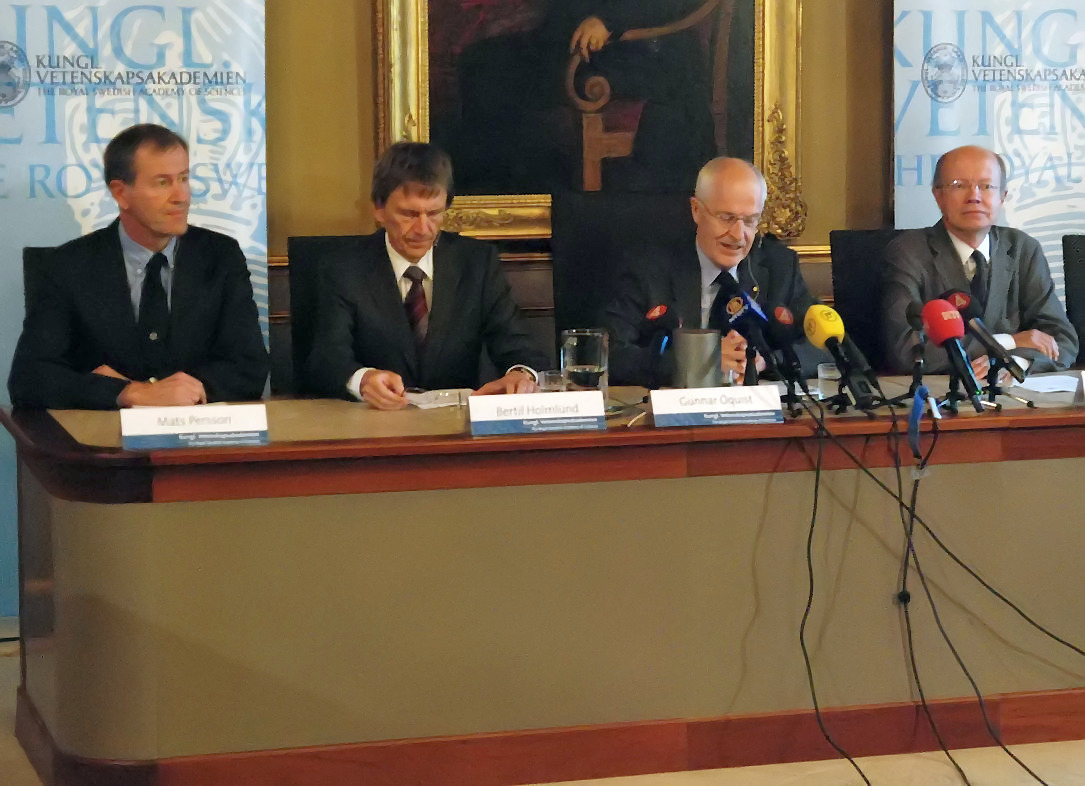
الإعلان عن جائزة نوبل في الاقتصاد لعام 2008 في ستوكهولم.

جائزة نوبل التذكارية في العلوم الاقتصادية وتعرف رسمياً باسم جائزة سفيرغيس ريسكبانك في العلوم الاقتصادية في ذكرى ألفريد نوبل (بالسويدية: Sveriges riksbanks pris i ekonomisk vetenskap till Alfred Nobels minne) هي جائزة سنوية تمنح للإنجازات والأعمال المتميزة في مجال الاقتصاد وتعتبر أرفع وأهم جائزة في هذا المجال. تعرف بشكل مختصر باسم جائزة نوبل في العلوم الاقتصادية، وهي جائزة مستحدثة تم إنشائها عام 1968 ولم تكن ضمن الجوائز الخمس الرسمية المعروفة بجوائز نوبل (في مجالات الفيزياء، الكيمياء، الطب، الأدب، والسلام) والتي قام ألفريد نوبل بتأسيسها في عام 1895.
تم البدء بالعمل بجائزة نوبل للاقتصاد في عام 1968 في الذكرى 300 لتأسيس بنك السويد المركزي وهي ممولة من هذا البنك. منحت لأول مرة عام 1969 لكل من ركنر فرش ويان تينبرغن.
تتضمن الجائزة ميدالية وشهادة تذكارية وجائزة مالية زِيد مقدارها تدريجياً على مر السنوات. ففي عام 1969 كانت قيمة الجائزة 375,000 كرونة سويدية، في حين وصلت الي 2,871,041 كرونة عام 2007. تمنح الجائزة من خلال حفل توزيع جوائز نوبل الذي يجرى في 10 ديسمبر من كل عام في ستوكهولم عاصمة السويد والتي تواكب إحياء ذكرى وفاة ألفريد نوبل.
مع نهاية عام 2020 تم منح 52 جائزة نوبل في العلوم الاقتصادية لـ86 عالمٍ. حتى عام 2007، 7 جوائز منهم مُنحت للمساهمات في مجال «الاقتصاد الكلي» والذي اعتبر أكثر المجالات الاقتصادية حصولا على الجائزة. بينما منحت أكثر الجوائز لرواد مدرسة شيكاغو الاقتصادية حيث نالت نصيب الأسد بنحو 32 جائزة. تعد إلينور أوستروم أول سيدة تحصل على الجائزة تليها إستير دوفلو عام 2019. كما تعد الولايات المتحدة أكثر دولة حصولاً على الجائزة بنسبة 88% من عدد الحاصلين عليها يليها المملكة المتحدة.

## الحائزون عليها
| السنة | الفائز | الفائز             | الجنسية                            | المدرسة الفكرية الاقتصادية           | سبب الترشيح |
| ----- | ------ | ------------------ | ---------------------------------- | ------------------------------------ | --- |
| 1969  |        | ركنر فرش           | النرويج                            |                                      | "تطوير وتطبيق النماذج الديناميكية لتحليل العمليات الاقتصادية"                                                                             |
| 1969  |        | يان تينبرغن        | هولندا                             |                                      | "تطوير وتطبيق النماذج الديناميكية لتحليل العمليات الاقتصادية"                                                                             |
| 1970  |        | بول سامويلسون      | الولايات المتحدة                   | كينزي                                | "التطبيق العلمي الذي ساهم في تطوير النظرية الاقتصادية الإستاتيكية والدينامكية بشكل ساهم في رفع مستوى التحليل في العلوم الاقتصادية"        |
| 1971  |        | سيمون كوزنتس       | الولايات المتحدة                   | الاقتصاد المؤسسي                     | "لتفسيره التجريبي لأسس النمو الاقتصادي الذي أدى إلى رؤية جديدة وعميقة في البنية الاقتصادية والاجتماعية وعملية التنمية"                    |
| 1972  |        | جون هيكس           | المملكة المتحدة                    | كينزي                                | "للمساهمات الرائدة في نظرية التوازن الاقتصادي العام ونظرية الرفاهية"                                                                      |
| 1972  |        | كينيث ارو          | الولايات المتحدة                   | تقليدية محدثة                        | "للمساهمات الرائدة في نظرية التوازن الاقتصادي العام ونظرية الرفاهية"                                                                      |
| 1973  |        | فاسيلي ليونتييف    | الاتحاد السوفيتي                   |                                      | "لتطوير أسلوب المدخلات والمخرجات وتطبيقه على المشاكل الاقتصادية الهامة"                                                                   |
| 1974  |        | غونار ميردل        | السويد                             | المدرسة النقدية كينزي مدرسة ستوكهولم | "لعمله الرائد في نظرية المال والتقلبات الاقتصادية وعلى تحليل اختراق الترابط بين الظواهر الاقتصادية والاجتماعية والاقتصاد المؤسسي"         |
| 1974  |        | فريدريش فون هايك   | المملكة المتحدة / النمسا           | النمساوية مدرسة شيكاغو               | "لعمله الرائد في نظرية المال والتقلبات الاقتصادية وعلى تحليل اختراق الترابط بين الظواهر الاقتصادية والاجتماعية والاقتصاد المؤسسي"         |
| 1975  |        | ليونيد كانتروفيتش  | الاتحاد السوفيتي                   |                                      | "لما قدموه من مساهمات لنظرية التخصيص الأمثل للموارد"                                                                                      |
| 1975  |        | تجالينغ كوبمانز    | الولايات المتحدة / هولندا          |                                      | "لما قدموه من مساهمات لنظرية التخصيص الأمثل للموارد"                                                                                      |
| 1976  |        | ميلتون فريدمان     | الولايات المتحدة                   | مدرسة شيكاغو المدرسة النقدية         | "لإنجازاته في مجالات تحليل الاستهلاك والتاريخ النقدي والنظري وحشد احتجاجات ضد تعقيد سياسة الاستقرار"                                      |
| 1977  |        | بيرتل أولين        | السويد                             | مدرسة ستوكهولم                       | "لمساهمتهم الابداعية لنظرية التجارة الدولية وتحركات رؤوس الأموال الدولية"                                                                 |
| 1977  |        | جيمس ميد           | المملكة المتحدة                    | كينزي                                | "لمساهمتهم الابداعية لنظرية التجارة الدولية وتحركات رؤوس الأموال الدولية"                                                                 |
| 1978  |        | هيربرت سيمون       | الولايات المتحدة                   | مدرسة كارينجي                        | "لبحثه الرائد في عملية اتخاذ القرار داخل المنظمات الاقتصادية"                                                                             |
| 1979  |        | ثيودر شولتز        | الولايات المتحدة                   | مدرسة شيكاغو                         | "لبحثه الرائد في مجال الأبحاث والتنمية الاقتصادية مع الاهتمام الخاص بمشاكل الدول النامية"                                                 |
| 1979  |        | ويليام آرثر لويس   | المملكة المتحدة                    |                                      | "لبحثه الرائد في مجال الأبحاث والتنمية الاقتصادية مع الاهتمام الخاص بمشاكل الدول النامية"                                                 |
| 1980  |        | لورنس كلين         | الولايات المتحدة                   | كينزي                                | "لإنشاء نماذج الاقتصاد القياسي وتطبيق تحليل التقلبات الاقتصادية والسياسات الاقتصادية"                                                     |
| 1981  |        | جيمس توبن          | الولايات المتحدة                   | كينزي                                | "لتحليله للأسواق المالية وعلاقاتها بقرارات الإنفاق والتوظيف والإنتاج والأسعار"                                                            |
| 1982  |        | جورج ستيجلر        | الولايات المتحدة                   | مدرسة شيكاغو                         | "لدراساته الأصيلة للهياكل الصناعية، وأداء الأسواق وأسباب وآثار التنظيم العام"                                                             |
| 1983  |        | جيرارد ديبرو       | فرنسا                              | تقليدية محدثة                        | "لتضمين أساليب تحليلية جديدة في النظرية الاقتصادية وإعادة صياغة عميقة له من نظرية التوازن العام"                                          |
| 1984  |        | ريتشارد ستون       | المملكة المتحدة                    |                                      | "لتقديم مساهمات أساسية لتطوير نظم الحسابات القومية، ما أدى إلى تحسن كبير في أساس التحليل الاقتصادي التجريبية"                             |
| 1985  |        | فرانكو موديلياني   | إيطاليا                            | كينزي                                | "لتحليلاته الرائدة له في مجال المدخرات والأسواق المالية"                                                                                  |
| 1986  |        | جيمس بوكنان جونيور | الولايات المتحدة                   | مدرسة شيكاغو المدرسة الدستورية       | "لتطوير القواعد التعاقدية والدستورية لنظرية اتخاذ القرار الاقتصادي والسياسي"                                                              |
| 1987  |        | روبرت سولو         | الولايات المتحدة                   | اقتصاد كينزي                         | "لمساهماته في نظرية النمو الاقتصادي" |
| 1988  |        | موريس آلياس        | فرنسا                              | تقليدية محدثة                        | "للمساهمات الرائدة في نظرية الأسواق واستغلال القدرة"                                                                                      |
| 1989  |        | ترجيف هافليمو      | النرويج                            | كينزي                                | "لتوضيح أسس نظرية الاحتمالات للاقتصاديات القياسية وتحليله للهياكل الاقتصادية في وقت واحد"                                                 |
| 1990  |        | هاري ماركويتز      | الولايات المتحدة                   | مدرسة شيكاغو                         | "لعمله الرائد في نظرية الاقتصاد المالي"                                                                                                   |
| 1990  |        | ميرتون ميلر        | الولايات المتحدة                   | مدرسة شيكاغو                         | "لعمله الرائد في نظرية الاقتصاد المالي"                                                                                                   |
| 1990  |        | ويليام شارب        | الولايات المتحدة                   |                                      | "لعمله الرائد في نظرية الاقتصاد المالي"                                                                                                   |
| 1991  |        | رونالد كوس         | المملكة المتحدة                    | مدرسة شيكاغو الاقتصاد المؤسسي الحديث | "لاكتشافه وتوضيح أهمية تكاليف التعاملات وحقوق الملكية لهيكل الاقتصاد المؤسسي وأداء الاقتصاد"                                              |
| 1992  |        | غاري بيكر          | الولايات المتحدة                   | مدرسة شيكاغو                         | "لأنه مدد مجال تحليل الاقتصاد الجزئي لمجموعة واسعة تشمل سلوك الإنسان والتفاعل معه، بما في ذلك السلوك الذي يتعارض مع الآلية السوقية"       |
| 1993  |        | روبرت فوغل         | الولايات المتحدة                   | مدرسة شيكاغو                         | "لتقديم أبحاث متجددة في التاريخ الاقتصادي من خلال تطبيق النظرية الاقتصادية والأساليب الكمية لشرح الاقتصادية والاقتصاد المؤسسي المتغير"    |
| 1993  |        | دوغلاس نورث        | الولايات المتحدة                   | الاقتصاد المؤسسي الحديث              | "لتقديم أبحاث متجددة في التاريخ الاقتصادي من خلال تطبيق النظرية الاقتصادية والأساليب الكمية لشرح الاقتصادية والاقتصاد المؤسسي المتغير"    |
| 1994  |        | جون هارساني        | الولايات المتحدة                   |                                      | "لتحليله الريادي للتوازن في نظرية الألعاب"                                                                                                |
| 1994  |        | جون فوربس ناش      | الولايات المتحدة                   |                                      | "لتحليله الريادي للتوازن في نظرية الألعاب"                                                                                                |
| 1994  |        | رينهارد سولتن      | ألمانيا                            |                                      | "لتحليله الريادي للتوازن في نظرية الألعاب"                                                                                                |
| 1995  |        | روبرت لوكاس جونيور | الولايات المتحدة                   | الكلاسيكية الحديثة مدرسة شيكاغو      | "بسبب تطوير وتطبيق فرضية (التوقعات الرشيدة)، وبالتالي تحولت تحليل الاقتصاد الكلي الي شكل أعمق يسهل إدراك السياسة الاقتصادية"              |
| 1996  |        | جيمس ميرليس        | المملكة المتحدة                    |                                      | "للمساهمات الأساسية للنظرية الاقتصادية للدوافع في ظل المعلومات غير المتماثلة"                                                             |
| 1996  |        | ويليام فيكري       | الولايات المتحدة / كندا            | كينزي                                | "للمساهمات الأساسية للنظرية الاقتصادية للدوافع في ظل المعلومات غير المتماثلة"                                                             |
| 1997  |        | روبرت ميرتون       | الولايات المتحدة                   |                                      | "عن الطريقة الجديدة لتحديد قيمة العقد الإشتقاقي"                                                                                          |
| 1997  |        | مايرون سكولز       | كندا / الولايات المتحدة            | مدرسة شيكاغو                         | "عن الطريقة الجديدة لتحديد قيمة العقد الإشتقاقي"                                                                                          |
| 1998  |        | أمارتيا سن         | الهند                              | مدخل القدرة الاقتصادي                | "لوضع أسس نظرية (أمارتيا سن) لتحقيق نظرية اقتصاد الرفاهية"                                                                                |
| 1999  |        | روبرت ماندل        | كندا                               | اقتصاد كينزي جانب العرض              | "تحليله لسياسة نقدية ومالية مختلفة في ظل أنظمة سعر الصرف، بالإضافة إالى تحليله الأمثل لمناطق العملة"                                      |
| 2000  |        | جيمس هيكمان        | الولايات المتحدة                   | مدرسة شيكاغو                         | "لتطويره نظرية وطرق التحليل للعينات الانتقائية"                                                                                           |
| 2000  |        | دانييل مكفادين     | الولايات المتحدة                   |                                      | "تطوير نظرية وطرق تحليل الاختيارات المنفصلة"                                                                                              |
| 2001  |        | جورج أكرلوف        | الولايات المتحدة                   | اقتصاد كينزي                         | "لتحليلهم للأسواق وفقا لأسلوب (المعلومات غير المتماثلة)"                                                                                  |
| 2001  |        | مايكل سبنس         | الولايات المتحدة                   |                                      | "لتحليلهم للأسواق وفقا لأسلوب (المعلومات غير المتماثلة)"                                                                                  |
| 2001  |        | جوزيف ستيجلز       | الولايات المتحدة                   | اقتصاد كينزي                         | "لتحليلهم للأسواق وفقا لأسلوب (المعلومات غير المتماثلة)"                                                                                  |
| 2002  |        | دانيال كانمان      | إسرائيل / الولايات المتحدة         |                                      | "لتقديم رؤى متكاملة من البحوث النفسية في العلوم الاقتصادية، وخاصة فيما يتعلق بالحكم علي السلوكيات الإنسانية وصنع القرار في ظل عدم التيقن" |
| 2002  |        | فيرنون سميث        | الولايات المتحدة                   | الكلاسيكية الحديثة                   | "لإنشاء التجارب المعملية التي أنشئت بوصفها أداة في التحليل الاقتصادي التجريبي، وخاصة في دراسة آليات السوق البديلة"                        |
| 2003  |        | روبرت آنجل         | الولايات المتحدة                   |                                      | "لطرق تحليل (متسلسلة زمنية) مع التقلبات الاقتصادية متفاوتة الوقت المعروفة بـ (ARCH)"                                                      |
| 2003  |        | كليف غرانجر        | المملكة المتحدة                    |                                      | "لطرق تحليل السلاسل الزمنية الاقتصادية مع الاتجاهات المشتركة (التكامل المشترك)"                                                           |
| 2004  |        | فين كيدلاند        | النرويج                            | الكلاسيكية الحديثة                   | "لمساهماتهم في الاقتصاد الكلي الديناميكي: وهو اتساق الوقت للسياسة الاقتصادية والقوى الدافعة وراء الدورة الاقتصادية"                       |
| 2004  |        | إدوارد بريسكوت     | الولايات المتحدة                   | الكلاسيكية الحديثة                   | "لمساهماتهم في الاقتصاد الكلي الديناميكي: وهو اتساق الوقت للسياسة الاقتصادية والقوى الدافعة وراء الدورة الاقتصادية"                       |
| 2005  |        | روبرت أومان        | إسرائيل / الولايات المتحدة         |                                      | "لتوضيح فكرة الصراع والتعاون من خلال تحليل نظرية الألعاب"                                                                                 |
| 2005  |        | توماس شيلينغ       | الولايات المتحدة                   |                                      | "لتوضيح فكرة الصراع والتعاون من خلال تحليل نظرية الألعاب"                                                                                 |
| 2006  |        | إدموند فيلبس       | الولايات المتحدة                   |                                      | "لتحليله من المفاضلات الزمنية في سياسة الاقتصاد الكلي"                                                                                    |
| 2007  |        | ليونيد هورفيتش     | بولندا / الولايات المتحدة          |                                      | "لوضعهم أسس نظرية تصميم الآليات" |
| 2007  |        | إيريك ماسكين       | الولايات المتحدة                   |                                      | "لوضعهم أسس نظرية تصميم الآليات" |
| 2007  |        | روجر ميرسون        | الولايات المتحدة                   |                                      | "لوضعهم أسس نظرية تصميم الآليات" |
| 2008  |        | بول كروغمان        | الولايات المتحدة                   | كينزي                                | "لتحليله للأنماط التجارية وموقع النشاط الاقتصادي"                                                                                         |
| 2009  |        | إلينور أوستروم     | الولايات المتحدة                   | الاقتصاد المؤسسي الحديث              | "لتحليلها الاقتصاديات الحكومية، وخاصة التي علي المشاع (العامة)"                                                                           |
| 2009  |        | أوليفر وليامسون    | الولايات المتحدة                   | الاقتصاد المؤسسي الحديث              | "لتحليله الإدارة الاقتصادية، ولا سيما حدود الشركات"                                                                                       |
| 2010  |        | بيتر دايموند       | الولايات المتحدة                   |                                      | "لتحليلهم للأسواق مع آليات واحتكاكات البحث"                                                                                               |
| 2010  |        | ديل مورتنسن        | الولايات المتحدة                   |                                      | "لتحليلهم للأسواق مع آليات واحتكاكات البحث"                                                                                               |
| 2010  |        | كريستوفر بيساريدس  | قبرص                               |                                      | "لتحليلهم للأسواق مع آليات واحتكاكات البحث"                                                                                               |
| 2011  |        | توماس ج سارجنت     | الولايات المتحدة                   | تقليدية محدثة                        | "لبحوثهم التجريبية على السبب والنتيجة في الاقتصاد الكلي"                                                                                  |
| 2011  |        | كريستوفر ا سيمز    | الولايات المتحدة                   | تقليدية محدثة                        | "لبحوثهم التجريبية على السبب والنتيجة في الاقتصاد الكلي"                                                                                  |
| 2012  |        | ألفين روث          | الولايات المتحدة                   |                                      | "لنظرية التوزيعات المستقرة وممارسات تصميم السوق"                                                                                          |
| 2012  |        | لويد شابلي         | الولايات المتحدة                   |                                      | "لنظرية التوزيعات المستقرة وممارسات تصميم السوق"                                                                                          |
| 2013  |        | يوجين فاما         | الولايات المتحدة                   | مدرسة شيكاغو                         | "لتحليلهم التجريبي على أسعار الأصول" |
| 2013  |        | لارس بيتر هانسن    | الولايات المتحدة                   | مدرسة شيكاغو                         | "لتحليلهم التجريبي على أسعار الأصول" |
| 2013  |        | روبرت شيلر         | الولايات المتحدة                   | كينزي                                | "لتحليلهم التجريبي على أسعار الأصول" |
| 2014  |        | جان تيرول          | فرنسا                              | التنظيم الصناعي                      | "لتحليله لقوة السوق والتنظيم" |
| 2015  |        | أنغوس ديتون        | المملكة المتحدة                    | اقتصاد جزئي                          | "لتحليله للاستهلاك والفقر والرفاهية" |
| 2016  |        | أوليفر هارت        | الولايات المتحدة / المملكة المتحدة |                                      | "لمساهمتهم في نظرية العقد" |
| 2016  |        | بينغت هولمستروم    | فنلندا                             |                                      | "لمساهمتهم في نظرية العقد" |
| 2017  |        | ريتشارد ثالر       | الولايات المتحدة                   | الاقتصاد السلوكي                     | "لمساهمة في الاقتصاد السلوكي" |
| 2018  |        | وليام نوردهاوس     | الولايات المتحدة                   | الاقتصاد الكلي                       | "لدمج تغير المناخ في تحليل الاقتصاد الكلي على المدى الطويل"                                                                               |
| 2018  |        | بول رومر           | الولايات المتحدة                   | الاقتصاد الكلي                       | "لدمج الابتكارات التكنولوجية في تحليل الاقتصاد الكلي على المدى الطويل"                                                                    |
| 2019  |        | أبهيجت بانيرجي     | الولايات المتحدة/ الهند            |                                      | "لإدخالهم مقاربة جديدة للحصول على أجوبة موثوقة حول أفضل وسيلة للحد من الفقر في العالم"                                                    |
| 2019  |        | إستر دوفلو         | فرنسا/ الولايات المتحدة            |                                      | "لإدخالهم مقاربة جديدة للحصول على أجوبة موثوقة حول أفضل وسيلة للحد من الفقر في العالم"                                                    |
| 2019  |        | مايكل كريمر        | الولايات المتحدة                   |                                      | "لإدخالهم مقاربة جديدة للحصول على أجوبة موثوقة حول أفضل وسيلة للحد من الفقر في العالم"                                                    |
| 2020  |        | بول ميلغروم        | الولايات المتحدة                   |                                      | "لتطويرهما نظرية المزاد، وتحسين شكل المزادات العلنية التجارية وتطوريها"                                                                   |
| 2020  |        | روبرت ويلسون       | الولايات المتحدة                   |                                      | "لتطويرهما نظرية المزاد، وتحسين شكل المزادات العلنية التجارية وتطوريها"                                                                   |
| 2021  |        | ديفيد كارد         | الولايات المتحدة/ كندا             |                                      | "لمساهماته التجريبية في اقتصاديات العمل"                                                                                                  |
| 2021  |        | جوشوا أنجريست      | الولايات المتحدة/ إسرائيل          |                                      | "لمساهماتهم المنهجية في تحليل العلاقات السببية"                                                                                           |
| 2021  |        | جويدو إمبينز       | الولايات المتحدة/ هولندا           |                                      | "لمساهماتهم المنهجية في تحليل العلاقات السببية"                                                                                           |
| 2022  |        | بن برنانكي         | الولايات المتحدة                   |                                      | "للأبحاث المتعلقة بالبنوك والأزمات المالية"                                                                                               |
| 2022  |        | دوغلاس دايموند     | الولايات المتحدة                   |                                      | "للأبحاث المتعلقة بالبنوك والأزمات المالية"                                                                                               |
| 2022  |        | فيليب ديبفيج       | الولايات المتحدة                   |                                      | "للأبحاث المتعلقة بالبنوك والأزمات المالية"                                                                                               |
| 2023  |        | كلوديا غولدن       | الولايات المتحدة                   |                                      | "لتعزيز فهم نتائج سوق عمل المرأة" |
| 2024  |        | دارون عجم أوغلي    | الولايات المتحدة/ تركيا            |                                      | "للدراسات حول كيفية تشكيل المؤسسات وتأثيرها على الرخاء"                                                                                   |
| 2024  |        | سيمون جونسون       | المملكة المتحدة/ الولايات المتحدة  |                                      | "للدراسات حول كيفية تشكيل المؤسسات وتأثيرها على الرخاء"                                                                                   |
| 2024  |        | جيمس روبنسون       | المملكة المتحدة/ الولايات المتحدة  |                                      | "للدراسات حول كيفية تشكيل المؤسسات وتأثيرها على الرخاء"                                                                                   |

## وصلات خارجية
- صفحة الجائزة على الموقع الرسمي لبنك السويد المركزي
- الموقع الرسمي للأكاديمية الملكية للعلوم بالسويد نسخة محفوظة 16 ديسمبر 2008 على موقع واي باك مشين.
- الموقع الرسمي لمؤسسة نوبل